# Nisan

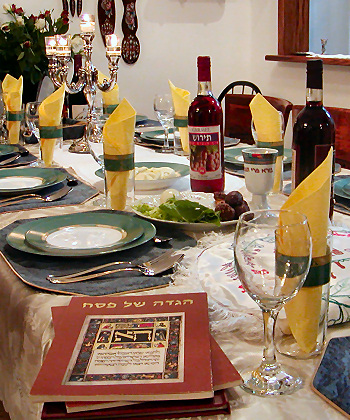
Stół zastawiony do wieczerzy w pierwszym dniu święta Pesach przypadającej na 14. dzień miesiąca nisan

Nisan (hebr. ניסן, czyt. nîsān) – nazwa jednego z miesięcy w kalendarzu żydowskim, w kalendarzu gregoriańskim przypadającego na marzec-kwiecień. Nisan jest pierwszym miesiącem żydowskiego kalendarza religijnego i siódmym (w roku przestępnym ósmym) miesiącem żydowskiego kalendarza świeckiego; liczy 30 dni. 
14. dnia miesiąca nisan w roku żydowskim 3790 miał zostać skazany Jezus Chrystus. Pierwotnie używano nazwy starożytnej z hebrajskiego, a miesiąca nisan brzmiała Abib, czyli 'kłosy' (Wj 13:4).
Księga Wyjścia powiada: „I rzekł Pan do Mojżesza i Aarona w ziemi egipskiej, mówiąc: Ten miesiąc będzie wam początkiem miesięcy, będzie wam pierwszym miesiącem roku” (12:2)
Uroczystości przypadające na ten miesiąc:
- od 14 nisan – Pesach, w Izraelu celebrowany siedem dni, zaś w diasporze osiem.

Według Sefer Jecira miesiącowi nisan patronują:
- Litera hei – ה. Hei traktowany jest jako fonetyczny początek alfabetu hebrajskiego. Symbolizuje coroczną odnowę świata.
- Mazal (Zodiak) Baran – Tale jest alegorią ofiary pesachowej, pierwszej złożonej Bogu przez lud Izraela po jego wybawieniu z ziemi egipskiej. Sam naród żydowski jest alegorycznie przedstawiany jako baranek pośród siedemdziesięciu wilków.
- Plemię – Juda, pierwsze spośród plemion Izraela. Juda jest królem. Nazwa ta oznacza werbalne (jako że mowa jest zmysłem miesiąca nisan) złożenie podziękowań. Król rządzi swym ludem mocą słów, jak jest powiedziane „bowiem słowo króla jest jego władzą”. Zgodnie z Miszną Rosz haSzana nisan wyznacza „nowy rok dla królów” (1:1).
- Zmysł – mowa. Judaizm przypisuje słowom wielką moc – „Życie i śmierć są w mocy języka”, Księga Przysłów (18:21). Tora opisując stworzenie świata pokazuje, że Bóg uczynił to poprzez słowa („I rzekł Bóg”). Rzecz jasna metaforycznie: mowa jest formą tworzenia.

Jednym z najważniejszych przykazań miesiąca nisan jest opowiadanie podczas wieczerzy sederowej historii wyjścia z Egiptu (opisane w Księdze Wyjścia).
Kabaliści zwracają też uwagę na fakt, iż słowo Pesach może być rozłożone na dwa człony: Pe oraz Sach, co oznacza usta mówią.
- Organ kontrolujący – prawa noga symbolizująca oparcie i zaufanie.